# ジョン・ハール
ジョン・ハール（John Harle、1956年9月20日 - ）は、イングランドのサクソフォーン奏者、作曲家、教育者、音楽プロデューサー。アイヴァー・ノヴェロ賞を受賞し、ロイヤル・テレビジョン・ソサエティ賞を2回受賞している。

## 略歴
ハールはニューカッスル・アポン・タインで生まれた。ロンドンの王立音楽大学と、パリのダニエル・デファイエのもとでフランス政府の音楽学者として教育を受けた後、アメリカン・コンサート・アーティスト・ギルドのアムコン賞を受賞した。活動初期において、作曲家マイケル・ナイマンのバンド・メンバーを務め、映画作曲家スタンリー・マイヤーズのオーケストレーター（オーケストラ向けに編曲をする者）を務め、そこから映画やテレビの音楽にまで手を広げていった。1990年代、彼はサックス奏者および作曲家として、芸術と商業の両面でキャリアをスタートさせた。
ハールはBBCのテレビ・シリーズ『法医学捜査班』 (Silent Witness) のうち6シリーズのテーマ曲と音楽を作曲している。1998年5月にはBBCラジオ4のロングラン番組『無人島ディスク』 (Desert Island Discs) で「漂流者」となり、BBCは彼を「世界で最もレコーディングされたサックス奏者」と表現した。
ハールは6年間、ポール・マッカートニーのアーティスティック・アドバイザーを務めたほか、エルヴィス・コステロ、ハービー・ハンコック、エルマー・バーンスタインと共演してきた。
自身の多作なレコーディングに加えて、ハールは直接的または間接的な形で多くの曲やアルバムのチャート入りに貢献している。1993年に日産のために書いたジングルは、ジャジー・Bによるチャート・インしたポップ・シングルのベースとなった。自らのアルバム『恐怖と壮麗』 (1996年)では、エルヴィス・コステロ、サラ・レナード、アンディ・シェパードをフィーチャーした。彼は、ポール・マッカートニーのチャート入りしたアルバム『スタンディング・ストーン』（1997年） にも貢献している。
ハールは教育者でもあり、1980年代後半にはロンドンのギルドホール音楽演劇学校でサックスと室内楽の教授を務めた。現在は、ギルドホール・スクールでサックスの教授を務めている。
2012年、ロイヤル・テレビジョン・ソサエティは、BBC2の番組『ルシアン・フロイド: ペインテッド・ライフ』 (Lucian Freud: Painted Life) の作曲に対してハールに「ミュージック: オリジナル・スコア」賞を授与し、「フロイドの力強いイメージを完全に補完する、優れた挑戦的で独創的なスコア」と解説した。また、2013年のBritish Academy of Songwriters, Composers and Authors (BASCA)によるアイヴァー・ノヴェロ賞の「ベスト・テレビ・サウンドトラック」を受賞した。
2013年10月、ハールはBBCラジオ3の番組『In Tune』で、近々でリリースされたアルバム『Art Music』について、その構成はお気に入りの絵画に触発されたものだと語った。
ハールは2014年2月にBBCラジオ4の『Front Row』にて、マーク・アーモンドと共に出演し、ゴシック・ロンドン的なアルバム『The Tyburn Tree (Dark London)』での共同作業について語り合った。ハールは、その年の11月にも同番組にゲストとして出演し、アドルフ・サックス生誕200周年の記念日に際して、サックスの発明であるサクソフォーンという楽器の貢献について評価した。
ハールは参考書『The Saxophone: The Art and Science of Playing and Performing』を執筆しており、2017年5月に出版された。

## 私生活
ハールには2人の息子、ライターでキュレーターのマシュー・ハールと、マッド・ディセントの作曲家で音楽プロデューサーのダニー・L・ハールがいる。

## ディスコグラフィ

### リーダー・アルバム
- John Harle's Saxophone Record (1987年、Hyperion) ※with ジョン・レネハン
- Habanera (1987年、Hannibal)
- 『サキソフォン協奏曲集』 - Saxophone Concertos (1991年、EMI Classics) ※with ネヴィル・マリナー指揮 アカデミー室内管弦楽団
- 『シャドウ・オブ・ザ・デューク』 - The Shadow Of The Duke (1992年、EMI/Kemongsa Music)
- 『エレジー〜スタン・ゲッツに捧ぐ』 - Sax Drive (1995年、Argo)
- John Harle's Saxophone Songbook (1995年、Unicorn-Kanchana)
- 『恐怖と壮麗』 - Terror And Magnificence (1996年、Argo) ※with エルヴィス・コステロ、サラ・レナード、アンディ・シェパード
- 『サクソフォーン協奏曲集』 - Saxophone Concertos (1997年、EMI Classics)
- 『シレンチウム〜内なる静寂』 - Silencium, Songs Of The Spirit (2001年、Argo) ※with シレンチウム・アンサンブル
- The Ship - Music From The BBC Television Series (2002年、BBC)
- London Landmarks (2002年、White Line)
- Shaolin Way Of Life (Music From The Show) (2004年、Shaolin Wheel Of Life)
- Ballad Of Jamie Allan (2007年、Harle)
- Art Music (2013年、Sospiro)
- The Tyburn Tree (Dark London) (2014年、Sospiro Noir) ※with マーク・アーモンド
- Music From The Film Hockney (2014年、Sospiro Noir)